# 季梁 (戰國)
季梁（?—?），战国时期思想家杨朱的朋友。
季梁得病，第七日病危。他的儿子们围着他哭，请医生诊治。季梁对杨朱说：“我儿子如此不懂事，你为何不为我唱歌使他们明白呢？”杨朱唱道：“天还不了解，人怎能明白？不因天佑，不因人孽。我你都不知道！医巫难道知道吗？”他的儿子还是不明白，请来了三位医生诊病：矫氏、俞氏、卢氏。矫氏说：“你体内寒热不调，虚实失度，因时饥时饱、色欲过度得病，精神烦杂思虑散漫，不是天的原因，不是鬼的原因。虽然病危，但仍可治疗。”季梁说：“他是庸医，快叫他出去！”俞氏说：“你没有出生时就胎气不足，生下后奶水就吃不了，得病不是一朝一夕的原因，是逐渐加剧，治不好了。”季梁说：“他是良医，暂且给他吃顿饭！”卢氏说：“病不因为天，不因为人，也不因为鬼，从你禀气成形的时候，命运就被控制和知道。药石能对你怎样呢？”季梁说：“他是神医，重重赏赐！”不久季梁的病自愈了。